# Jožef Šlezinger
Jožef (Josif) Šlezinger (srb. Јожеф Шлезингер), srbski dirigent in skladatelj židovskega rodu, * ? marec 1794, Sombor, Srbija, † ? 1870, Beograd, Srbija.

## Življenje
Prvo glasbeno izobrazbo je dobil pri svojem očetu in zasebnih učiteljih v rojstnem kraju. Leta 1819 je prišel v Novi Sad, kjer je deset let vodil orkester meščanske garde. Tedaj je začel skladati različne skladbe. Leta 1831 je na poziv samega kneza Miloša prišel v Kragujevac, takrat srbsko prestolnico, kjer je prevzel glasbeno vodstvo nad Knjaževsko-srbsko bando, orkestrom, ki je igral na vojaških paradah, plesih in na dvoru samega kneza. V srbsko glasbo (tudi v vojaški orkester) je vključil trobento. Inštrument je danes nepogrešljivi del srbske ljudske glasbe (t. i. trubači). 
Upokojil se je leta 1864.

## Delo
Bil je plodovit skladatelj. Zložil je glasbo za osem gledaliških del, komponiral je vojaške koračnice, potpurije in prirejal ljudske pesmi.